# Ornithogalum woronowii
Ornithogalum woronowii är en sparrisväxtart som beskrevs av Ippolit Hippolit Mikhailovich Krascheninnikov. Ornithogalum woronowii ingår i släktet stjärnlökar, och familjen sparrisväxter. Inga underarter finns listade i Catalogue of Life.